# 稲村沙綾
稲村 沙綾（いなむら さあや、1992年6月10日 - ）は、日本の料理人。元中京テレビ放送 (CTV) のアナウンサー。

## 来歴
宮城県仙台市出身。
宮城県仙台第二高等学校、東北大学を卒業後、2015年4月に中京テレビに入社。同期に同局アナウンサーの望月杏夏がいる。
在学中の2013年度には、TBC関連会社が運営するTBCアナウンス学院を修了している。
中京テレビ在籍中の2018年7月に結婚した。この事は、同年7月14日放送の『オードリーさん、ぜひ会ってほしい人がいるんです。』に望月と一緒にゲスト出演した際に稲村が自ら公表した。そして同年11月には、産休に入ることを自身のブログで公表した。2020年4月より復帰。
2021年9月29日、『ストライク!』のエンディングでアナウンス部から経営企画局へ10月より異動のため同日で卒業を発表。これにより中京テレビアナウンサーとしての稲村の出演は、この番組が最後という形になった。
2022年6月30日、中京テレビを退社したことを報告。退社後はアナウンス活動は行わず、料理の道を歩み、新たなInstagramを開設した。

## 過去の担当番組
- NNNストレイトニュース 中京テレビローカルパート - キャスター[10]
- news every.サタデー 中京テレビローカルパート - キャスター[10]
- ZIP! 中京テレビローカルパート - キャスター[10]
- キャッチ! - リポーター[11]
- 採用!フリップNEWS - エンディング前の「フリップNEWS」担当キャスター[12]
- PPBM - アシスタント、ナレーター[13]
- ぐっと - ナレーター[14]
- ササシマBASE Lab. - 映画担当研究員[15]
- あなたと中京テレビ[16]
- ストライク! （月・水曜日担当）（2020年4月ー2021年9月29日）
- キャッチ!　（ナレーション・モールwoking）